# Ironman Lanzarote
Der Ironman Lanzarote (Ironman Lanzarote Canarias) ist eine seit 1992 jährlich im Mai auf der spanischen Insel Lanzarote stattfindende Triathlon-Sportveranstaltung über die Ironman-Distanz (3,86 km Schwimmen, 180,2 km Radfahren und 42,195 km Laufen). Mit Start und Ziel bereits seit 1993 in Puerto del Carmen ist der Ironman Lanzarote nach dem Ironman Hawaii der weltweit traditionsreichste unter allen bestehenden Triathlons der Ironman-Rennserie.

## Organisation

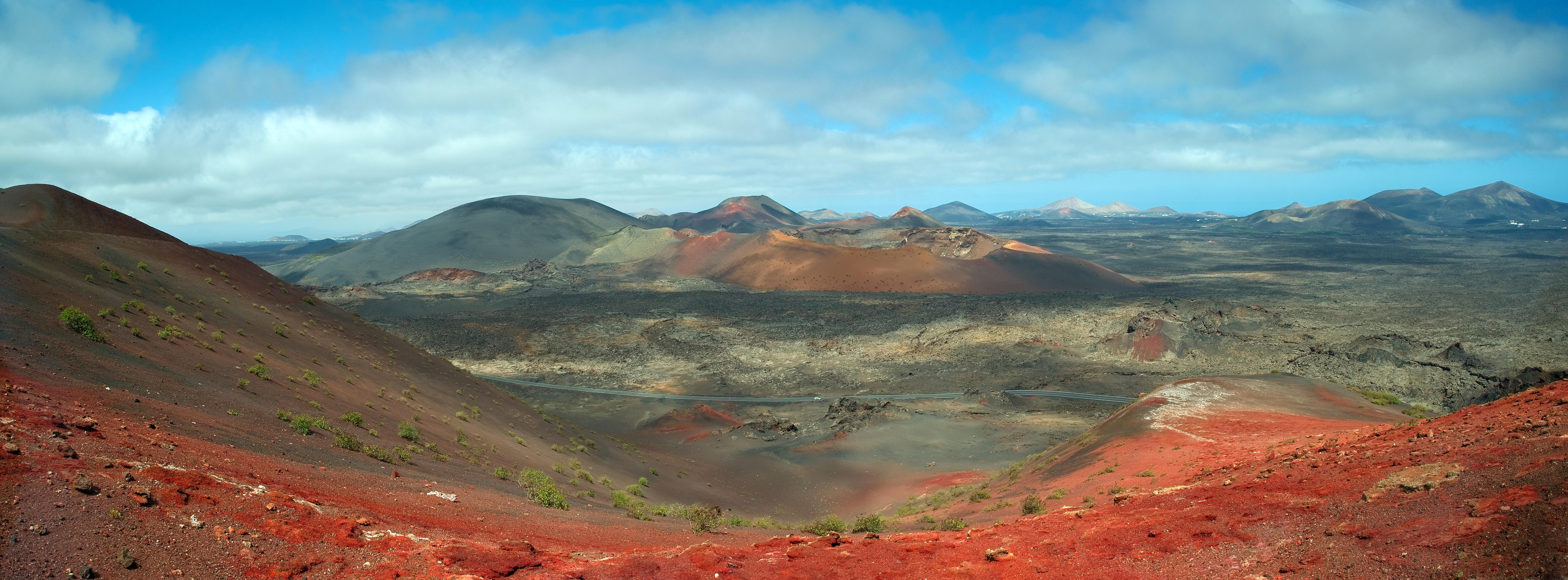
Die 180 km lange Radstrecke führt teilweise durch die Lava-Landschaft der Montañas del Fuego im Nationalpark Timanfaya

1985 traf der Däne Kenneth Gasque im Sport- und Ferienzentrum Club La Santa an der Westküste Lanzarotes einen leicht übergewichtigen und gar nicht so sportlich aussehenden mit einem T-Shirt vom „Ironman Hawaii“ bekleideten Mann.
Als dieser ihm auf seine Frage, wo er es gekauft habe, antwortete, es sei nicht käuflich, sondern man müsse es sich verdienen, war Gasques Ehrgeiz geweckt und er startete noch im Oktober desselben Jahres selbst beim Ironman Hawaii, wo er nach 14:02:38 Stunden ins Ziel kam.
Zwei Jahre später wiederholte er dies in 13:17:24 h und kontaktierte anschließend dessen Veranstalterin Valerie Silk mit dem Gedanken, selbst eine solche Veranstaltung auf Lanzarote zu organisieren.
Silk informierte ihn, dass sie gerade einen Vertrag über die Europa-Rechte an dem Markenzeichen Ironman mit Detlef Kühnel abgeschlossen habe. Bei seiner dritten Teilnahme im Ironman Hawaii 1989, wo er in 13:25:25 h ins Ziel kam, lernte Gasque dann Kühnel kennen. 1991 schlossen beide einen Drei-Jahres-Vertrag über die Nutzung des Markenzeichens ab 1992 ab.

### Erstaustragung 1992
Die Erstaustragung am 4. Juni 1992 fand im südlichen Städtchen Playa Blanca statt. 148 Teilnehmer waren angemeldet und 131 Athleten waren damals schließlich am Start. Davon konnten 116 Triathleten das Rennen erfolgreich beenden. Im Jahr darauf verlegte Gasque Start und Ziel der Veranstaltung zwanzig Kilometer nördlich in das touristische Zentrum Lanzarotes nach Puerto del Carmen, wo sie seither weitgehend unverändert ausgetragen wird.
Nach Ablauf des Vertrages mit Kühnel wollte die WTC, die 1990 den Ironman Hawaii und die Rechte am Markenzeichen Ironman von Valerie Silk erworben hatte, einen Vertrag direkt mit Gasque abschließen, um mehr Einfluss und Kontrolle über das Rennen zu gewinnen.

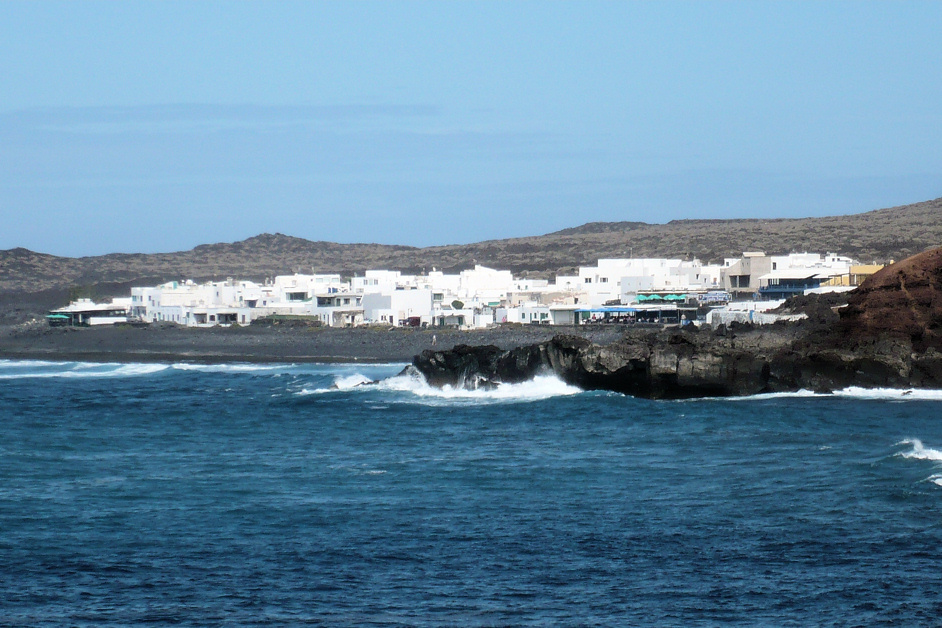
Bei El Golfo liegt die zweite Verpflegungsstation auf der Radstrecke

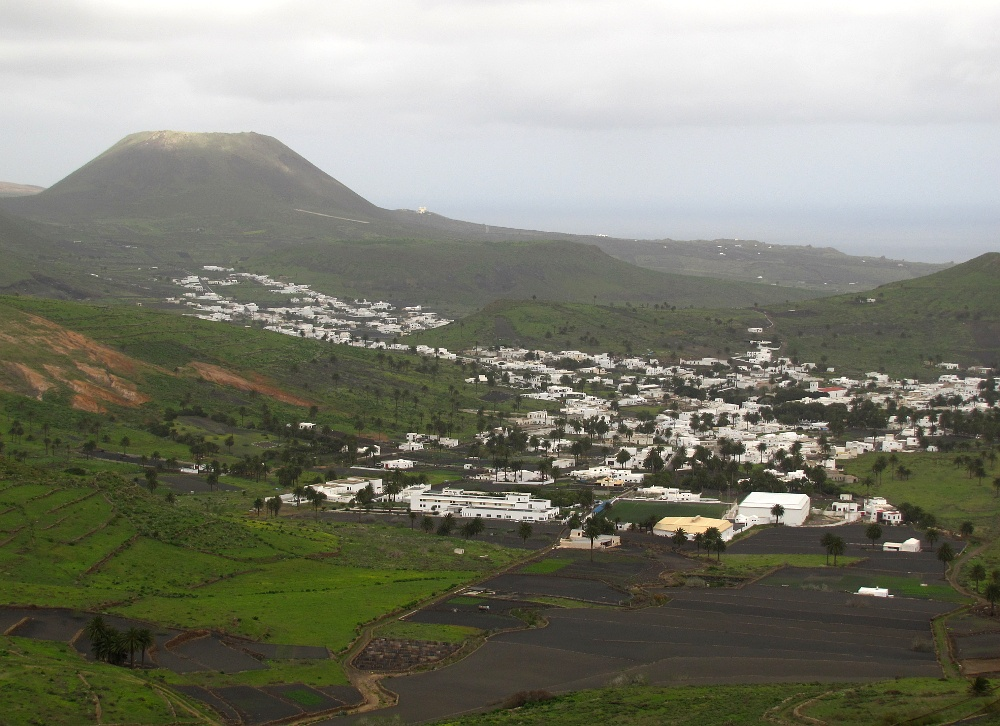
Blick vom höchsten Punkt der Radstrecke bei der Ermita de las Nieves im Famara-Gebirge durch Haría im „Tal der tausend Palmen“ auf den zweithöchsten und nördlichsten Punkt, das Mirador del Río

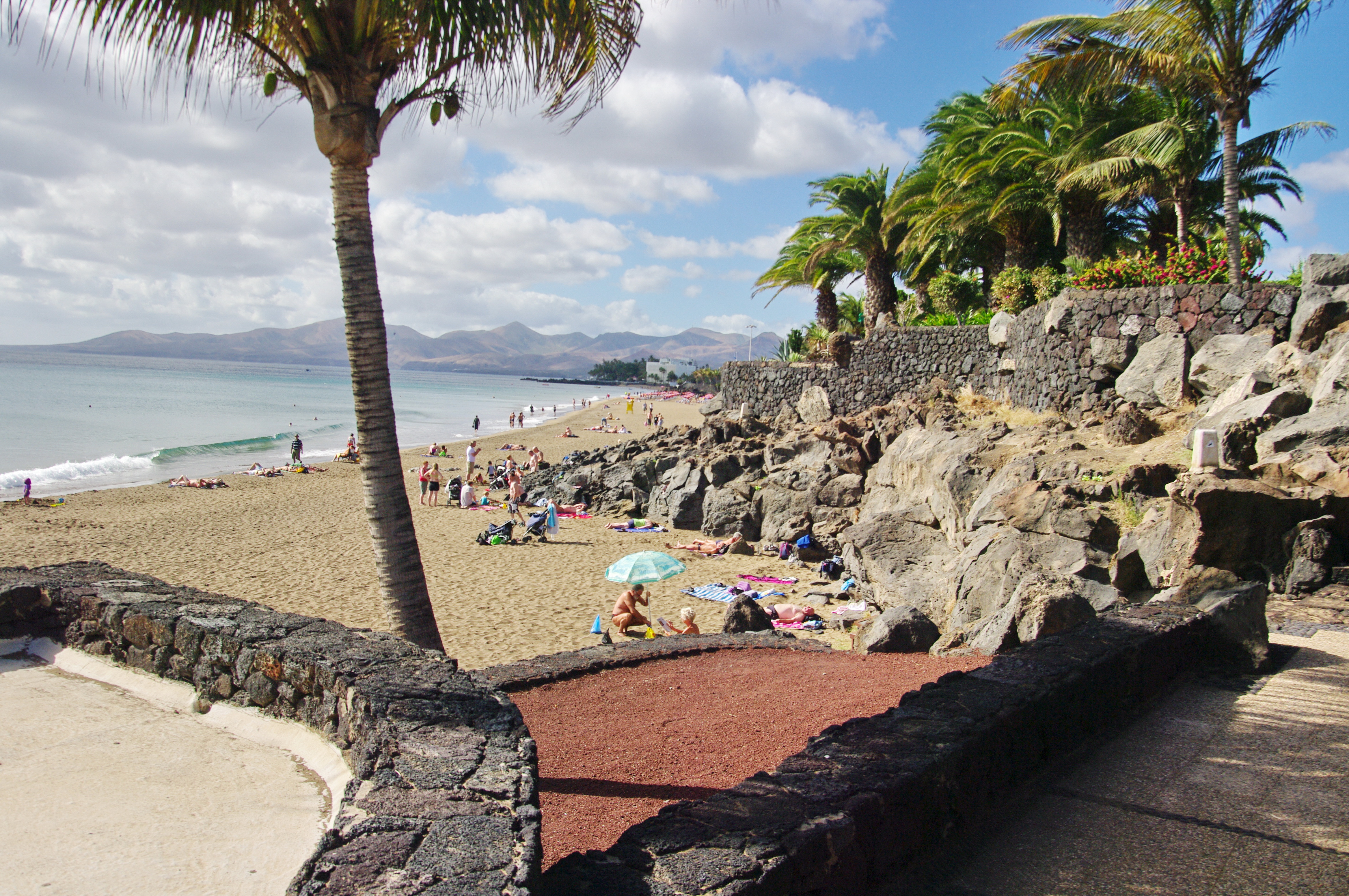
Am Playa Grande in Puerto del Carmen befinden sich Start, Wechselzone und Ziel

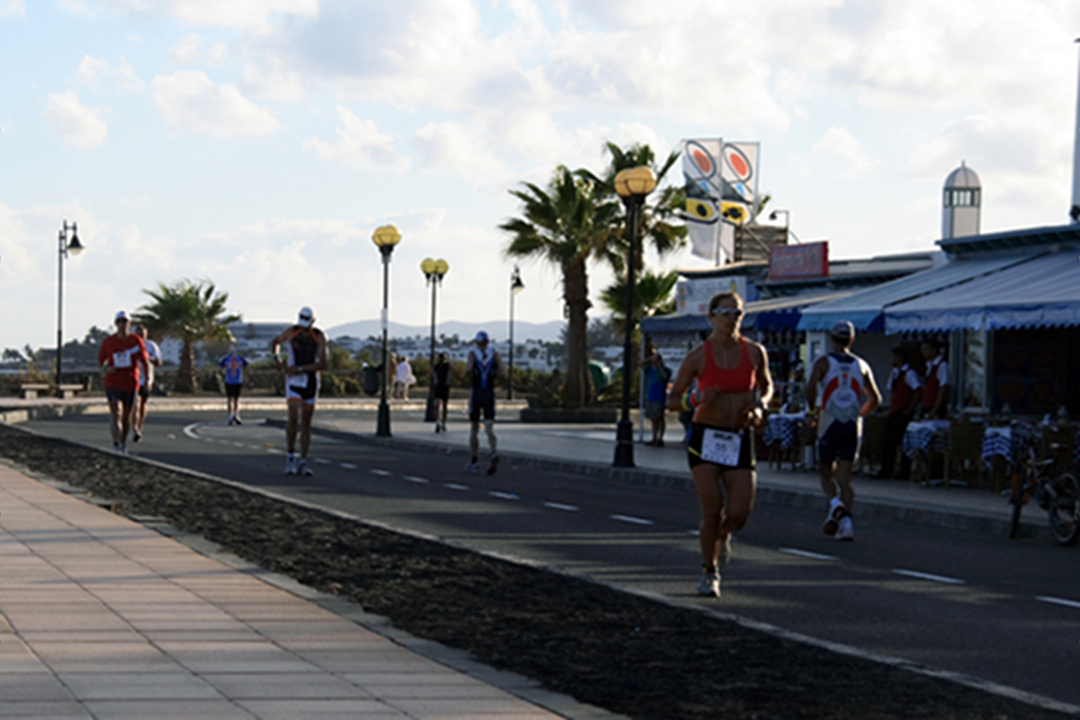
Laufstrecke zwischen Puerto del Carmen und Arrecife

Die Teilnehmerzahl des Ironman Lanzarote pendelte sich in den Neunzigerjahren bei 500 bis 600 Startern ein, ohne dass es aber Gasque gelang, so dessen Kosten zu decken. Gasques Arbeitgeber Club La Santa, ein 1983 von dem dänischen Pastor und Gründer von Tjaereborg Ejlif Krogager auf Time-Sharing-Basis aufgebautes Tourismusresort, übernahm daher 1998 seine Rechte an der Veranstaltung. Kenneth Gasque fungiert aber bis heute unverändert als verantwortlicher Race-Director.
Die Teilnehmerzahlen an der Veranstaltung wuchsen seither kontinuierlich, die Rekordbeteiligung wurde 2014 mit 2258 Anmeldungen erreicht. Mit unveränderter Organisation in Person von Kenneth Gasque sowie Start und Ziel in Puerto del Carmen ist der Ironman Lanzarote mittlerweile nicht nur der älteste Triathlon mit dem Markenzeichen Ironman im Veranstaltungsnamen auf europäischem Boden, sondern nach dem Ironman Hawaii sogar der traditionsreichste weltweit.
Der Ironman Lanzarote ist seit 2009 der einzige europäische „Ironman“, der mit dem „Club La Santa“ durch einen – bis auf die Zahlung von Lizenzgebühren für die Nutzung des Markenzeichens – unabhängigen Veranstalter ausgerichtet wird. Alle übrigen europäischen Triathlonveranstaltungen mit dem Markenzeichen Ironman im Veranstaltungsnamen werden mittlerweile direkt durch die WTC bzw. deren Tochterunternehmen organisiert.
Seit 2012 organisiert der „Club La Santa“ – ebenfalls durch Kenneth Gasque – zusätzlich im Herbst über die Hälfte der Distanzen des Ironman Lanzarote den Ironman 70.3 Lanzarote, bei dem allerdings Start und Ziel 25 km nördlich von Puerto del Carmen in einer zum Club La Santa gehörenden Lagune an der Westküste der Insel liegen.

Seit 2010 organisiert Gasque außerdem in eigener Verantwortung den Ocean Lava Triathlon ebenfalls über die Hälfte der Distanz des Ironman Lanzarote, dessen Start und Ziel zunächst auch in Puerto del Carmen lag und mittlerweile rund 15 km östlich nach Arrecife verlegt wurde. Der Ocean Lava Lanzarote Triathlon, zu dessen Siegern Sebastian Kienle, Marino Vanhoenacker und Thomas Hellriegel gehören, ist Höhepunkt einer Wettkampfserie mit Triathlons unter gleichem Namen u. a. in Fishguard, Stein, La Manga, Aalborg, Charkiw, Madrid sowie Santa Cruz.
Da die Teilnehmer des Ironman Lanzarote auf der ohnehin bereits durch ihr Profil anspruchsvollen Radstrecke mit mehr als 2500 Höhenmetern meist zusätzlich durch kraftraubende Passatwinde gefordert werden, zählt der Wettkampf zu den weltweit herausforderndsten Triathlonveranstaltungen über die Ironman-Distanz. Während Sieger mancherorts bei kontinentalen Wettkämpfe über diese Distanz die Acht-Stunden-Marke unterbieten, benötigen die gleichen Personen auf Lanzarote häufig rund 45 Minuten länger bis ins Ziel.

Der Reiz der Strecke liegt in den Kontrasten zwischen dem ständigen Auf und Ab zwischen den Bergen und dem Meer entlang beispielsweise der grünen Lagune in El Golfo, den in der Sonne rot leuchtenden Feuerbergen in Timanfaya, der Sandwüste El Jable zwischen Tinajo, Famara und Teguise, sowie dem „Tal der tausend Palmen“ vor dem langen Anstieg zum Mirador del Río mit Blick auf La Graciosa. Die passierten Orte mit ausschließlich nach Vorgaben von César Manrique in leuchtendem Weiß mit blauen Fenstern und Türen gehaltenen Häusern sind so gut wie frei von den sonst oft in Touristenzentren anzutreffenden Hotelburgen.
Das Rennen im Mai ermöglicht eine frühe Qualifikation für den Ironman Hawaii. Derzeit werden für Amateure 40 Startplätze für Hawaii aufgeschlüsselt nach Teilnehmerhäufigkeit in den einzelnen Altersklassen vergeben.
Profi-Triathleten, die um die 25.000 US-Dollar Preisgeld auf Lanzarote kämpfen, können sich für den mit 650.000 US-Dollar dotierten Ironman Hawaii über das „Kona Pro Racing System“ qualifizieren, der Sieger auf Lanzarote erhält hierbei 2000 Punkte.
Zum Vergleich gibt es auf Hawaii 8000 Punkte, danach folgen u. a. der Ironman Germany in Frankfurt oder der Ironman Texas mit je 4000 Punkten, die meisten anderen Ironman-Rennen über die volle Distanz vergeben entweder 1000 oder 2000 Punkte für einen Sieg.
Am 26. Mai 2018 wurde das Rennen mit einer geänderten Rad- und Laufstrecke ausgetragen.
Die ursprünglich für den 23. Mai 2020 geplante 29. Austragung musste Ende März im Rahmen der Ausbreitung des Coronavirus abgesagt werden.
Die letzte und 33. Austragung war hier am 17. Mai 2025.

### Streckenverlauf
- Die Schwimmdistanz über 3,86 km führt vom Start am Playa Grande in der Bucht von Puerto del Carmen über einen zweimal zu durchschwimmenden Rundkurs im Atlantik mit einem dazwischenliegenden kurzen Landgang am Strand.
- Die Radstrecke über 180,2 km erstreckt sich über die ganze Insel, beinhaltet mehr als 2550 Höhenmeter und ist für meist starken Wind in der überwiegend kargen Lavalandschaft bekannt. Sie führt von Puerto del Carmen zunächst zur Westküste bei El Golfo, um dann durch die Feuerberge des Nationalparks Timanfaya über Tinajo am Club La Santa vorbei nach Famara zu führen. Durch die Sandwüste von El Jable über Teguise Richtung Norden wird der höchste Punkt der Strecke im Famara-Gebirge an der Ermita de las Nieves erreicht. Nach einer Abfahrt über fünf Kilometer nach Haría im „Tal der 1000 Palmen“ folgt ein langer Anstieg mit Blick auf die Nachbarinsel La Graciosa bis zum Mirador del Río, von wo in einer erneuten rasanten Abfahrt (fast 500 Höhenmeter Gefälle ohne Gegensteigung auf rund sieben Kilometern) zur Ostküste nach Arrieta Kräfte für den letzten Anstieg nach Nazaret gesammelt werden können. Schließlich geht es bergab zurück nach Puerto del Carmen. Den Streckenrekord auf dem Rad erzielte Maik Twelsiek 2010 mit 4:40:58 h.
- Die abschließende Laufstrecke über die Marathon-Distanz erstreckt sich über eine dreimal zu durchlaufende Wendepunktstrecke über die Strandpromenade am Meer entlang zwischen Puerto del Carmen und Arrecife, das Ziel befindet sich wieder wie der Start am Playa Grande in Puerto del Carmen.

### Streckenrekorde
Den bestehenden Streckenrekord beim Ironman Lanzarote stellte 2023 der Franzose Arthur Horseau mit 8:22:31 Stunden auf.
Schnellste Frau ist seit 2024 die Deutsche Anne Haug in 9:06:40 Stunden.

## Siegerliste
| N ° | Datum/Jahr   | Männer                      | Männer                | Männer                  | Frauen                        | Frauen              | Frauen               |
| N ° | Datum/Jahr   | Erster Platz                | Zweiter Platz         | Dritter Platz           | Erster Platz                  | Zweiter Platz       | Dritter Platz        |
| --- | ------------ | --------------------------- | --------------------- | ----------------------- | ----------------------------- | ------------------- | -------------------- |
| 34  | 2026         |                             |                       |                         |                               |                     |                      |
| 33  | 17. Mai 2025 | Dylan Magnien               | Jordi Montraveta Moya | Mathias Lyngsø Petersen | Lucy Charles-Barclay -2-      | Jeanne Collonge     | Merle Brunnée        |
| 32  | 18. Mai 2024 | Kenneth Vandendriessche -2- | Jordi Montraveta Moya | Mikel Ugarte Ramos      | Anne Haug (SR)                | Jeanne Collonge     | Lydia Dant           |
| 31  | 20. Mai 2023 | Arthur Horseau (SR)         | Niek Heldoorn         | Cameron Wurf            | Lydia Dant -2-                | Liesbeth Verbiest   | Jeanne Collonge      |
| 30  | 21. Mai 2022 | Kenneth Vandendriessche     | Mathias Petersen      | Philipp Bahlke          | Lydia Dant                    | Els Visser          | Elisabetta Curridori |
| 29  | 3. Juli 2021 | Andreas Böcherer            | Boris Stein           | Matt Trautman           | Michelle Vesterby -2-         | Laura Siddall       | Justine Mathieux     |
| 28  | 25. Mai 2019 | Frederik Van Lierde         | Christian Kramer      | Emilio Aguayo Muñoz     | Nikki Bartlett                | Maja Stage Nielsen  | Lenny Ramsey         |
| 27  | 26. Mai 2018 | Alessandro Degasperi -2-    | Iván Raña             | Cyril Viennot           | Lucy Gossage -2-              | Michelle Vesterby   | Nikki Bartlett       |
| 26  | 20. Mai 2017 | Bart Aernouts               | Alessandro Degasperi  | Jesse Thomas            | Lucy Charles                  | Corinne Abraham     | Lucy Gossage         |
| 25  | 21. Mai 2016 | Jesse Thomas                | Jan Frodeno           | David McNamee           | Tine Holst                    | Alexandra Tondeur   | Lucy Charles         |
| 24  | 23. Mai 2015 | Alessandro Degasperi        | Christian Kramer      | Mauro Bärtsch           | Diana Riesler                 | Michaela Herlbauer  | Caroline Livesey     |
| 23  | 17. Mai 2014 | Romain Guillaume            | Miquel Blanchart      | Bert Jammaer            | Lucy Gossage                  | Susan Blatt         | Corinne Abraham      |
| 22  | 18. Mai 2013 | Faris Al-Sultan             | Miquel Blanchart      | Kirill Kotsegarov       | Kristin Möller                | Heleen bij de Vaate | Saleta Castro        |
| 21  | 19. Mai 2012 | Victor Del Corral Morales   | Stephen Bayliss       | Sérgio Marques          | Michelle Vesterby             | Bella Bayliss       | Heleen bij de Vaate  |
| 20  | 21. Mai 2011 | Timo Bracht                 | Konstantin Bachor     | Esben Hovgaard          | Rachel Joyce                  | Natascha Badmann    | Karina Ottosen       |
| 19  | 22. Mai 2010 | Eneko Llanos -2-            | Bert Jammaer          | Maik Twelsiek           | Catriona Morrison             | Louise Collins      | Nicole Woysch        |
| 18  | 23. Mai 2009 | Bert Jammaer -2-            | Stephan Vuckovic      | Olaf Sabatschus         | Bella Bayliss -2-             | Rachel Joyce        | Michaela Giger       |
| 17  | 24. Mai 2008 | Bert Jammaer                | Teemu Toivanen        | Ain-Alar Juhanson       | Bella Comerford               | Heleen bij de Vaate | Tara Norton          |
| 16  | 19. Mai 2007 | Eneko Llanos                | Luc van Lierde        | Stephan Vuckovic        | Tiina Boman                   | Tara Norton         | Sione Jongstra       |
| 15  | 20. Mai 2006 | Ain-Alar Juhanson -2-       | Steffen Liebetrau     | Gerrit Schellens        | Karin Thürig                  | Tiina Boman         | Heleen bij de Vaate  |
| 14  | 21. Mai 2005 | Ain-Alar Juhanson           | Steffen Liebetrau     | Gerrit Schellens        | Virginia Berasategui-Luna -2- | Andrea Brede        | Louisa Edmonston     |
| 13  | 22. Mai 2004 | René Rovera                 | Steffen Liebetrau     | Felix Martinez-Rubio    | Virginia Berasategui-Luna     | Gillian Bakker      | Sonja Tajsich        |
| 12  | 26. Mai 2003 | Thomas Hellriegel -2-       | Kirill Litovtschenko  | Felix Martinez          | Maribel Blanco Velasco -2-    | Ute Schäfer         | Bella Comerford      |
| 11  | 25. Mai 2002 | Peter Sandvang              | Stefan Holzner        | Dirk Van Gossum         | Maribel Blanco Velasco        | Gillian Bakker      | Lisbeth Kristensen   |
| 10  | 21. Mai 2001 | Christoph Mauch             | Kirill Litovtschenko  | Frank Heldoorn          | Laura Bieger                  | Lena Wahlqvist      | Lisbeth Kristensen   |
| 09  | 20. Mai 2000 | Dirk Van Gossum             | Stefan Holzner        | Rainer Müller-Hörner    | Lena Wahlqvist -2-            | Ariane Gutknecht    | Beth Zinkand         |
| 08  | 22. Mai 1999 | Matthew Belfield            | Anssi Lehtinen        | Chuckie „V“ Veylupek    | Lena Wahlqvist                | Bianca Van Dyk      | Marijke Zeekant      |
| 07  | 23. Mai 1998 | Rolf Lautenbacher           | Matthew Belfield      | Eric Kappes             | Melissa Spooner               | Wendy Ingraham      | Robyn Roocke         |
| 06  | 24. Mai 1997 | Peter Reid                  | Frank Heldoorn        | Morten Fenger           | Paula Newby-Fraser -3-        | Katinka Wiltenburg  | Karin Jørgensen      |
| 05  | 8. Juni 1996 | Frank Heldoorn -2-          | Pierre-Alain Frossard | Morten Fenger           | Katinka Wiltenburg -2-        | Katja Schumacher    | Cora Vlot            |
| 04  | 4. Juni 1995 | Thomas Hellriegel           | Frank Heldoorn        | Bent Andersen           | Paula Newby-Fraser -2-        | Katinka Wiltenburg  | Katja Schumacher     |
| 03  | 22. Mai 1994 | Frank Heldoorn              | Mark Koks             | Rik Van Tright          | Paula Newby-Fraser            | Katinka Wiltenburg  | Ada Van Zwieten      |
| 02  | 29. Mai 1993 | Ben van Zelst -2-           | Frank Heldoorn        | John Knight             | Katinka Wiltenburg            | Paula Johnson       | Katja Mayer          |
| 01  | 4. Juni 1992 | Ben van Zelst               | Jean Moureau          | Andrew MacMartin        | Janine Daley                  | Rachelle Roberts    | Charlotte Bøving     |

| SR – Streckenrekord |